# Alcibíades II
El segon Alcibíades o Alcibíades II és un diàleg atribuït a Plató, amb Alcibíades (general atenenc) conversant amb Sòcrates, però hi ha controvèrsia entre els estudiosos sobre l'autenticitat del text. Si el diàleg no és autèntic, és probable que sigui escrit un segle o dos més tard que altres obres de Plató.